# Гохвернагтшпиці
Гохвернаґтшпіце — гора в групі Вайсскамм Ецтальських Альп.